# Mothra
Mothra ( モスラ, prononcé « Mo-su-ra » en version originale) est l'un des personnages de kaijū eiga (« cinéma de monstres ») les plus connus. Elle est apparue pour la première fois en 1961, dans le film Mothra. Depuis, il s'agit du monstre le plus récurrent dans la franchise Godzilla.
Mothra est une femelle lépidoptère de taille gigantesque. Elle vit paisiblement sur l'île de l'Infant, la plupart du temps accompagnée de deux petites fées appelées « Shobijin » (jouées dans les premiers films par les sœurs jumelles du duo pop The Peanuts). Mothra est l'un des seuls monstres bienveillants de l'univers de la Tōhō. Elle apparaît dans plusieurs films aux côtés de Godzilla, tantôt comme son alliée, tantôt comme son ennemie, avant d'avoir sa propre série de trois films, dans lesquels elle combat de terribles monstres, tels Desghidorah, Dagahra ou encore King Ghidorah.
En tant que protectrice de la Terre, Mothra représente à la fois la bienveillance de la Terre-mère et le cycle de vie et de mort de la nature.

## Analyse thématique
Mothra (1961), réalisé par Ishirō Honda, se distingue dans le genre kaijū eiga par sa représentation singulière de la féminité et de la nature. Contrairement à d'autres monstres emblématiques comme Godzilla, Mothra est dépeinte comme une divinité protectrice, incarnant des valeurs maternelles et spirituelles. Accompagnée des Shobijin, deux prêtresses miniatures, elle symbolise une force naturelle bienveillante, n'intervenant que pour restaurer l'équilibre perturbé par l’avidité humaine.
Le film établit une opposition entre une nature féminine (Infant Island, Mothra) et une modernité masculine et destructrice (les personnages capitalistes et scientifiques venus de Rolisica). Cette dichotomie illustre une critique du colonialisme, du capitalisme et de l’exploitation technologique,. Les Shobijin, par leur taille et leur apparence fragile, renvoient à une vision d’un Japon vulnérable mais porteur d’une sagesse pacifique.
La musique joue un rôle central dans le récit. Les chants des Shobijin, interprétés par The Peanuts, permettent d’établir une communication non-violente entre les peuples, illustrant l'idée que l'harmonie peut naître du dialogue plutôt que de la force.
Sur le plan visuel, Mothra innove par ses effets spéciaux, en particulier grâce au travail d’Eiji Tsuburaya et à la technique du "suitmation". Le contraste entre les décors luxuriants de l’île et les villes modernes accentue la portée écologique et morale du récit.
En somme, Mothra s’inscrit dans une tradition critique du cinéma de monstres japonais, en valorisant des figures féminines positives et en interrogeant les relations entre l’homme, la nature et la technologie,,.

## Apparitions

### Films
- 1961 : Mothra, de Ishirō Honda
- 1964 : Mothra contre Godzilla, de Ishirō Honda
- 1964 : Ghidrah, le monstre à trois têtes, de Ishirō Honda
- 1966 : Godzilla, Ebirah et Mothra : Duel dans les mers du sud, de Jun Fukuda
- 1968 : Les envahisseurs attaquent, de Ishirō Honda
- 1992 : Godzilla vs Mothra, de Takao Okawara
- 1994 : Godzilla vs Space Godzilla
- 1996 : Rebirth of Mothra, de Okihiro Yoneda (ja)
- 1997 : Rebirth of Mothra 2, de Kunio Miyoshi
- 1998 : Rebirth of Mothra 3, de Okihiro Yoneda (ja)
- 2001 : Godzilla, Mothra and King Ghidorah: Giant Monsters All-Out Attack, de Shūsuke Kaneko
- 2003 : Godzilla, Mothra, Mechagodzilla: Tokyo S.O.S., de Masaaki Tezuka
- 2004 : Godzilla: Final Wars, de Ryūhei Kitamura
- 2018 : Godzilla : Le Dévoreur de planètes, de par Kōbun Shizuno et Hiroyuki Seshita
- 2019 : Godzilla 2 : Roi des monstres, de Michael Dougherty
- 2024 : Godzilla x Kong : Le Nouvel Empire, de Adam Wingard

### Jeux vidéo
- Godzilla: Monster of Monsters (NES - 1988)
- Godzilla 2: War of the Monsters (NES - 1991)
- Kaijū-ō Godzilla / King of the Monsters, Godzilla (Game Boy - 1993)
- Godzilla: Monster War / Godzilla: Destroy All Monsters (Super Famicom - 1994)
- Godzilla Giant Monster March (Game Gear - 1995)
- Godzilla Trading Battle (PlayStation - 1998)
- Godzilla Generations: Maximum Impact (Dreamcast - 1999)
- Godzilla: Destroy All Monsters Melee (GCN, Xbox - 2002/2003)
- Godzilla: Domination! (GBA - 2002)
- Godzilla: Save the Earth (Xbox, PS2 - 2004)
- World of Warcraft (pc - 2004) (référence)
- Godzilla: Unleashed (Wii - 2007)
- Godzilla Unleashed: Double Smash (NDS - 2007)
- Godzilla: Unleashed (PS2 - 2007)
- Godzilla (PS3 - 2014 PS3 PS4 - 2015)
- City Shrouded in Shadow (PS4 - 2017)
- Godzilla defense force (ANDROID, IOS - 2019)

### Télévision
- Godzilla Island (1997-1998)
- Les Simpson (1989-présent)
- Sonic X (2003-2005)

## Dans la culture populaire
- La phalène géante qui hante les nuits de la ville de New Crobuzon, dans le roman Perdido Street Station (éd. Macmillan, 2000)[7] de l'écrivain fantastique britannique China Miéville, est clairement un hommage à Mothra.
- Dans le douzième épisode de la première saison de South park, Mecha Streisand, Barbra Streisand se transforme en parodie de Mechagodzilla qui affronte Robert Smith, Sidney Poitier et Leonard Maltin (qui se transforment respectivement en parodie de Mothra, Gamera et Ultraman).

## Ennemis de Mothra
-Godzilla (anciennement) 
-Battra (anciennement) 
-Rodan (anciennement) 
-Gigan 
-Monster X 
-King Ghidorah 
-Dagahra 
-Desghidorah 
-Ebirah